# Jouni Hyytiä
Jouni Hyytiä (Kaarina, 1964. június 24. –) finn nemzetközi labdarúgó-játékvezető. Polgári foglalkozása kollégiumi igazgató.

## Pályafutása

### Nemzeti játékvezetés
A játékvezetésből 1992-ben vizsgázott, 1996-ban lett az I. Liga játékvezetője. Az aktív nemzeti játékvezetéstől 2012-ben vonult vissza. Első ligás mérkőzéseinek száma: 200.

#### Nemzeti kupamérkőzések
Vezetett Kupa-döntők száma: 1.

##### Finn Kupa
| Időpont              | Helyszín                 | Mérkőzés típusa | Mérkőzés                        | Eredmény | Nézők száma |
| -------------------- | ------------------------ | --------------- | ------------------------------- | -------- | ----------- |
| 2011. szeptember 24. | Sonera Stadion, Helsinki | döntő           | HJK Helsinki–Kuopion Palloseura | 2 : 1    | 5 125       |

### Nemzetközi játékvezetés
A Finn labdarúgó-szövetség Játékvezető Bizottsága (JB) terjesztette fel nemzetközi játékvezetőnek, a Nemzetközi Labdarúgó-szövetség (FIFA) 1997-től tartotta nyilván bírói keretében. Több nemzetek közötti válogatott és klubmérkőzést vezetett. FIFA JB besorolás szerint második kategóriás bíró. A finn nemzetközi játékvezetők rangsorában, a világbajnokság-Európa-bajnokság sorrendjében többedmagával az 1. helyet foglalja el 9 találkozó szolgálatával. Az aktív nemzetközi játékvezetéstől 2009-ben a FIFA 45 éves korhatárát elérve búcsúzott. Válogatott mérkőzéseinek száma: 14.

#### Világbajnokság
A világbajnoki döntőhöz vezető úton Németországba a XVIII., a 2006-os labdarúgó-világbajnokságra és Dél-Afrikába a XIX., a 2010-es labdarúgó-világbajnokságra a FIFA JB bíróként alkalmazta.

##### 2006-os labdarúgó-világbajnokság
| Időpont             | Helyszín                          | Mérkőzés típusa           | Mérkőzés                  | Eredmény | Nézők száma |
| ------------------- | --------------------------------- | ------------------------- | ------------------------- | -------- | ----------- |
| 2004. szeptember 4. | Športni Park Stadion, Celje       | előselejtező (5. csoport) | Szlovénia–Moldova         | 3 : 0    | 3 620       |
| 2005. szeptember 3. | Lokomotiv Stadion, Moszkva        | előselejtező (3. csoport) | Oroszország–Liechtenstein | 2 : 0    | 18 123      |
| 2005. október 8.    | Boris Paichadze Stadion, Tbiliszi | előselejtező (2. csoport) | Grúzia–Kazahsztán         | 0 : 0    |             |

##### 2010-es labdarúgó-világbajnokság
| Időpont           | Helyszín                   | Mérkőzés típusa           | Mérkőzés         | Eredmény | Nézők száma |
| ----------------- | -------------------------- | ------------------------- | ---------------- | -------- | ----------- |
| 2009. február 11. | Croke Park Stadion, Dublin | előselejtező (8. csoport) | Írország–Grúzia  | 2 : 1    | 45 000      |
| 2009. október 14. | Skonto Stadion, Riga       | előselejtező (2. csoport) | Litvánia–Moldova | 0 : 1    | 3 800       |

#### Európa-bajnokság
Az európai-labdarúgó torna döntőjéhez vezető úton Portugáliába a XII., a 2004-es labdarúgó-Európa-bajnokságra valamint Ausztriába és Svájcba a XIII., a 2008-as labdarúgó-Európa-bajnokságra az UEFA JB játékvezetőként foglalkoztatta.

##### 2004-es labdarúgó-Európa-bajnokság
| Időpont           | Helyszín                 | Mérkőzés típusa           | Mérkőzés                      | Eredmény | Nézők száma |
| ----------------- | ------------------------ | ------------------------- | ----------------------------- | -------- | ----------- |
| 2003. március 29. | Bilino Stadion, Zenica   | előselejtező (2. csoport) | Bosznia-Hercegovina–Luxemburg | 2 : 0    | 10 000      |
| 2003. október 11. | Rheinpark Stadion, Vaduz | előselejtező (7. csoport) | Liechtenstein–Szlovákia       | 0 : 2    | 800         |

##### 2008-as labdarúgó-Európa-bajnokság
| Időpont              | Helyszín                                | Mérkőzés típusa           | Mérkőzés                    | Eredmény | Nézők száma |
| -------------------- | --------------------------------------- | ------------------------- | --------------------------- | -------- | ----------- |
| 2007. június 2.      | Franken Stadion, Nuremberg              | előselejtező (D. csoport) | Németország–San Marino      | 6 : 0    | 44 000      |
| 2007. szeptember 12. | Asim Ferhatovic Hase Stadion, Szarajevó | előselejtező (C. csoport) | Bosznia-Hercegovina–Moldova | 0 : 1    | 4 000       |